# إتش إم سي إس أوركني
كانت إتش إم سي إس أوركني فرقاطة من فئة ريفر خدمت البحرية الملكية الكندية كسفينة حراسة للقوافل خلال الحرب العالمية الثانية. سميت الفرقاطة باسم أوركني، ساسكاتشوان [الإنجليزية]. اشترتها واستخدمتها حركة الهجرة الإسرائيلية بعد انتهاء الحرب، ثم استولت عليها البحرية الإسرائيلية الوليدة وأطلق عليها اسم آخي ميفتاح. باعتها إسرائيل لسيلان التي أعاد تسميتها مهاسينا.
طُلبت الفرقاطة أوركني في يونيو 1942 كجزء من برنامج فئة ريفر 1942-1943. ووُضعت في الماء في 19 مايو 1943 من قبل شركة يارو المحدودة، في إيسكويمالت وأُطلقت في 18 سبتمبر 1943. كُلفت بخدمة البحرية الملكية الكندية في 18 أبريل 1944 في فيكتوريا، كولومبيا البريطانية.